# Dia do Controle da Poluição por Agrotóxicos
O Dia do Controle da Poluição por Agrotóxicos é comemorado em 11 de Janeiro em todo o Brasil.
A data é usada para conscientização da população quanto aos riscos causados pelo seu uso indiscriminado e problemas causados ao meio ambiente e à saúde humana.
No Rio de Janeiro, a data marca o ponto alto das ações de controle e conscientização sobre o uso de agrotóxicos no meio rural. Segundo a Secretária estadual de Agricultura, o objetivo é, através da informação e conscientização, mudar a atitude dos agricultores com relação ao uso de agrotóxicos em suas lavouras. Já no Sergipe, a data é usada para o combate ao uso indiscriminado de agrotóxicos nos perímetros irrigados, usando para tal a fiscalização e a conscientização da população.